# Stammliste der Agilolfinger
Im Folgenden ist die Stammliste der Agilolfinger als Herzöge von Bayern vom 6. bis zum 8. Jahrhundert dargestellt. Als Stammvater der Agilolfinger gilt dagegen Agilulf. Dieser war Vater des Herzogs Theodo I. der Sueben, der zwischen 490 und 530 den Neustamm der Bajuwaren bildete und dessen tatsächliche Existenz, ebenso wie die seiner beiden Nachfolger und Namensvettern, allerdings nicht sicher ist.
1. Garibald I. († um 593), erster nachgewiesener Herzog von Bayern (548–591/93), ⚭ um 555  Walderada (*um 530), Tochter des Wacho († 540), König der Langobarden(Lethinger), Witwe des  Theudebald († 555), König der Franken in Austrasien (Merowinger).
  1. Tassilo I., Herzog von Bayern
    1. Garibald II., Herzog von Bayern
      1. Theodo I., Herzog von Bayern, verheiratet mit Gleisnod de Friuli
        1. Uta
        2. Lantpert, Mörder des Heiligen Emmeram von Regensburg

      2. Fara
      3. Agilolf
        1. Theodo II., Herzog von Bayern, verheiratet mit Folchaid
          1. Theudebert, Herzog von Bayern, verheiratet mit Regintrud
            1. Guntrud, verheiratet mit dem Langobardenkönig Liutprand
            2. Hugbert

          2. Theudebald, Herzog von Bayern, verheiratet mit Waltrat und Pilitrud
          3. Grimoald II., verheiratet mit Pilitrud
          4. Tassilo II., verheiratet mit Imma
            1. Grimoald
            2. Swanahild, verheiratet mit Karl Martell

  2. Gundoald, Herzog von Asti
    1. Aripert I., Herzog von Asti
    2. Gundpert

  3. Grimoald I., 590–595 Herzog in Bayern
  4. Theudelinde (* ca. 570 † 627), Regentin des Langobardenreiches 616. 1.⚭ (I) 589 Authari († 590), König der Langobarden (Lethinger); 2. ⚭ (II) 590 Agilulf († 616), Herzog von Turin, König der Langobarden 590

Da es aus dieser Linie keine weiteren Nachkommen mehr gab, übernahm eine andere Linie der Agilolfinger nach dem Tod Herzog Hugberts die Herrschaft über das Herzogtum Bayern:
1. Odilo von Bayern, verheiratet mit Hiltrud (Tochter von Karl Martell)
  1. Tassilo III., Herzog von Bayern, verheiratet mit Liutberga, einer Tochter des Langobardenkönigs Desiderius; 788 von Karl dem Großen als Herzog von Bayern abgesetzt und ins Kloster verbannt.
    1. Theodo III.
    2. Theudebert
    3. Cotani
    4. Rotrud
    5. Guntharius